# Korabel'nye lesa
L'expression russe Korabel'nye lesa ou Korabel'naia rochtcha, que l'on peut traduire par bosquets des navires (Корабельная роща ou Корабельные леса), sont des zones forestières identifiée par l'empereur russe Pierre Ier pour les besoins de la construction navale domestique et transformées en réserves. Sur ordre de Pierre Ier, des plantations planifiées de mélèzes ont également été réalisées dans les régions du nord du pays, dont le bois était d'une grande valeur pour l'industrie.
Les restes de quelques bosquets de navires, qui existaient autrefois, ont survécu jusqu'à nos jours : Khrenovskoï bor (Хреновской бор (ru)), Shipov les (Шипов лес (ru)), Zelenoguorskaia korabel'naia rochtcha (зеленогорская Корабельная роща, Oblast de Leningrad), Tellermanovskaia rochtcha (Теллермановская роща (ru), Oblast de Voronej),.

## Remarques
1. ↑  Michel Devèze. Contribution à l'histoire de la forêt russe (Des origines à 1914). In: Cahiers du monde russe et soviétique, vol. 5, no 3, juillet-septembre 1964. p. 302-319. Lire en ligne
2. ↑  А. Е. Сукновалов. Город на Неве. — «Лениздат», 1967. — С. 475.
3. ↑  Корабельная роща // Морской энциклопедический словарь / В. В. Дмитриев. — L. : «Судостроение», 1993. — Т. 2. — С. 111. — 584 с. —  (ISBN 5-7355-0281-6).
4. ↑  Dmitriev, V. V., Morskoĭ ėnt︠s︡iklopedicheskiĭ slovarʹ, "Sudostroenie",‎ 1991-1994 (ISBN 5-7355-0280-8, 978-5-7355-0280-7 et 5-7355-0281-6, OCLC 28048470, lire en ligne)